# Krasnystaw
Krasnystaw (udtale: [krasˈnɨstaf]) er en by og en kommune (Gmina) i det sydøstlige Polen. Den ligger i voivodskabet Lublin (Województwo lubelskie) og har 17.519(2023) indbyggere og et areal på		23,07 km². Den er administrationsby i powiatet (amt) Krasnystaw.
Byen er berømt for sin ølfestival kaldet Chmielaki (polsk: chmiel betyder humle), og for sine mejeriprodukter som yoghurt og kefir. Krasnystaw ligger tæt på grænsen til Ukraine. Floden Wieprz løber gennem byen.

## Historie
Krasnystaw modtog sit bybrev fra kong Vladislav 2. Jagello, som underskrev dokumentet i Kraków, den 1. marts 1394. Den nye by var beliggende i stedet for den tidligere eksisterende landsby Szczekarzew. Denne tilhørte fra 1490 til 1826 biskopperne i Chełm. På grund af den bekvemme beliggenhed langs handelsruten fra Lublin til Lwów, trivedes den i det 16. århundrede.
Perioden kendt som Svenskekrigene (1655-1660) medførte ødelæggelse af både byen og Krasnystaw Slot. Den 4. polske nationale kavaleribrigade var stationeret i Krasnystaw i 1790. Efter Polens tredje deling blev Krasnystaw i 1795 annekteret af Det habsburgske monarki. Efter den polske sejr i den østrig-polske krig i 1809 var det en del af det kortvarige polske Hertugdømmet Warszawa, og efter dets opløsning i 1815, indtil 1916, var det en del af russisk-kontrollerede Kongrespolen. Under Januaropstanden (1863) oplevede byen og dens område heftige kampe mellem polske oprørere og russiske tropper.